# Southern Records
Southern Records est un label indépendant américano-britannique, basé à Londres. Il est étroitement associés à Dischord Records et Crass Records.

## Histoire
Southern Records était à l'origine un studio d'enregistrement dans les années 1970 détenu et dirigé par John Loder. Celui-ci se lie d'amitié avec le musicien, auteur et poète Penny Rimbaud et d'autres dans un groupe de rock progressif expérimental nommé EXIT. Rimbaud forme plus tard le groupe d'anarcho-punk Crass ; Southern Studios et John Loder étaient des choix naturels pour accueillir le premier album, The Feeding of the 5000, à l'origine publié par Small Wonder Records. Alors que Small Wonder rencontre des difficultés dans l'édition du disque, en raison du caractère nettement blasphématoire de certaines paroles, les membres de Crass se résolvent à lancer leur propre label pour garder le plein contrôle et avoir la totale responsabilité de leurs productions. Loder leur facilite la tâche en agissant comme agent artistique du label, en s'occupant de diverses tâches matérielles et en se chargeant des questions de la distribution, par exemple.
Le succès de Crass et de leur label donne confiance à Loder pour se lancer dans l'industrie discographique indépendante ; il forme des alliances avec de petits distributeurs à travers le monde pour distribuer les disques du groupe. Ce faisant, il noue des contacts avec un grand nombre de groupes et labels avec un état d'esprit proche du sien. Ainsi par exemple, il forme un partenariat durable avec Dischord Records afin de les aider à distribuer les disques de Minor Threat en Europe en pressant et en distribuant eux-mêmes sous le nom de Dischord,. En 1986, Ian MacKaye se rend à Londres pour tenter de conclure un accord avec Loder qui satisferait la demande de disques Minor Threat au Royaume-Uni. L'accord conclu abouti à la fabrication de disques Dischord dans une usine avec laquelle Southern avait passé un contrat sur le continent européen, et pendant des décennies, les disques Minor Threat sont estampillés « Made in France ». Southern leur sert d'agent de pressage et de distributeur jusqu'en 2008.
Le fondateur du label, Loder, décède en 2005. La même année, Allison Schnackenberg, patronne du label, crée le label Latitudes pour enregistrer et sortir une session, dans un esprit similaire à celui de la des Peel Sessions de la BBC. À partir de fin 2008, Southern ferme son bureau international et transfère toutes ses opérations à Londres. Chicago ferme ses portes en novembre 2008, Le Havre ferme ses portes en juillet 2009 et Berlin ferme ses portes en décembre 2012.

## Groupes et artistes
Groupes et artistes signés ou ayant signés au label :
- Action Beat
- Babes in Toyland
- Chrome Hoof
- Chumbawamba
- Crass
- Girls Against Boys
- The Locust
- The Mars Volta
- Merzbow
- Nomeansno
- Slint
- Zu